# Макаревич Андрій Вадимович
Андрі́й Вади́мович Макаре́вич (рос. Андрей Вадимович Макаревич; нар. 11 грудня 1953, Москва, Російська РФСР) — радянський та російський музикант, співак, композитор, бард, автор текстів до пісень, продюсер, телеведучий, художник-графік, архітектор. Лідер легендарного гурту «Машина времени», який є найстаршим рок-гуртом у Росії, що досі активний. Заслужений артист РСФСР. Народний артист Росії. Ведучий передачі «Смак» (1993–2005 на Першому каналі, 2018-2022 на YouTube).

## Життєпис
Народився в родині Вадима Григоровича Макаревича (1924—1996) та Ніни Марківни Макаревич (до шлюбу Шмуйлович; 1926—1989).
У дитячі роки жив у комуналці в двоповерховому будинку на Волхонці (цей будинок належав колись князям Волконським), напроти Музею Образотворчих мистецтв ім. О. С. Пушкіна і мріяв стати водолазом, герпетологом, палеонтологом. За його словами, велика частина мрій здійснилася — він спробував багато чого з того, чим хотів займатися в дитячі роки. Потім Макаревичі переїхали на Комсомольський проспект в окрему квартиру, де народилася сестра Андрія, яка молодша за нього на 9 років.

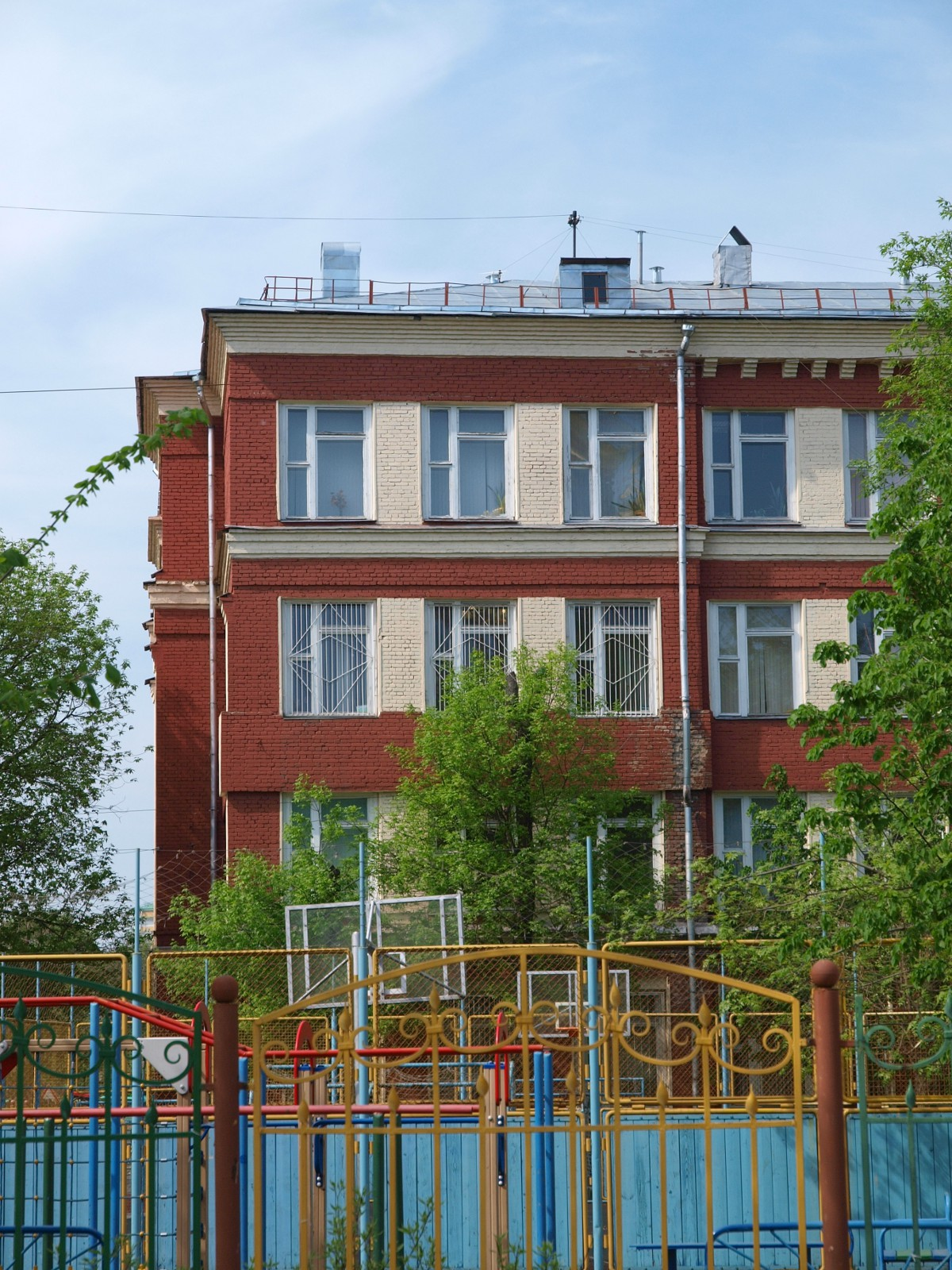
Школа № 19 (імені Бєлінського) Москва, Кадашовський 1-й пров., буд. 3а. Тут навчався Андрій Макаревич

Під керівництвом свого батька — архітектора і музиканта-аматора — Андрій з ранніх років грав на фортепіано. Він вступив до музичної школи по класу фортепіано, але, всупереч волі батьків, покинув навчання.
Навчався в 19-й московській спецшколі з англійським ухилом (1960—1970). Зібрав унікальну колекцію метеликів, мріяв стати фахівцем з вивчення змій і навіть тримав їх удома. З четвертого класу пристрастився до підводного плавання, пізніше — до гірських лиж.
В 12 років почав самостійно займатися на гітарі. З дитинства захоплювався піснями Булата Окуджави та Володимира Висоцького.
Складав вірші, грав на гітарі дворові та бардівські пісні.
У 1966 році познайомився з музикою гурту «The Beatles» і, за власними словами, став «бітломаном», як і деякі з його однолітків, що й визначило його подальшу долю.
 «Було відчуття, що все попереднє життя я носив у вухах вату, а тут її раптом вийняли. Я просто фізично відчував, як щось всередині мене перевертається, рухається, змінюється необоротно. Почалися дні бітлів. Бітли слухалися з ранку до вечора. Вранці, перед школою, потім відразу після і аж до відбою. У неділю бітли слухалися весь день. Іноді змучені бітлами батьки виганяли мене на балкон разом з магнітофоном, і тоді я робив звук на повну, щоб усі навколо теж слухали Бітлів …» — Федір Раззаков «Досьє на зірок: кумири всіх поколінь» Андрій Макаревич
У восьмому класі заснував ансамбль «The Kids», який виконував кавер-версії іноземних пісень. Перший офіційний виступ ансамблю відбувся в 1968 році.
1969 року, разом з однокласниками-бітломанами Олександром Івановим, Павлом Рубіним, Ігорем Мазаєвим та Юрієм Борзовим (незабаром до них приєднався друг дитинства Борзова — Сергій Кавагоє, який навчався на цій же паралелі в іншій московській школі) була організована група «Машина времени» (Машина часу), існуюча і донині ось вже понад 50 років. З цією групою пов'язане практично все подальше життя і творча діяльність Андрія Макаревича. До цього дня він є керівником групи, її «обличчям», основним автором текстів, а також композитором і виконавцем значної частини пісень.
Після закінчення школи, в 1970 році поступив до Московського архітектурного інституту, звідки в 1974 році був відрахований (офіційно — «за несвоєчасний відхід з роботи на овочевій базі», фактично — по закритому розпорядженню однієї з партійних інстанцій, яка не схвалювала його зайняття рок-музикою), після чого влаштувався на роботу архітектором в Гіпротеатр («Державний інститут проектування театрів і видовищних споруд») де працював до 1980 року, в 1975 році відновився в МАРХІ на вечірньому відділенні, закінчив його в 1977 році з дипломом художника-графіка та архітектора. Тим не менш, основним заняттям весь цей час була робота в гурті «Машина времени».
У 1978 році написав один з найбільших хітів — пісню «Пока горит свеча [Архівовано 8 червня 2020 у Wayback Machine.]».
1980 року з гуртом «Машина времени» підписали контракт із Росконцертом, що додало групі легальний статус, і з цього моменту Макаревич, звільнившись з Гіпротеатра, офіційно став музикантом і виконавцем. У наступні роки багато гастролював у складі групи по СРСР, знімався разом із групою у фільмах Олександра Стефановича «Душа» (1982), «Почни спочатку [Архівовано 1 вересня 2020 у Wayback Machine.]» (1986) (тут зіграв головну роль, явно «списану» з нього самого).
 Коли він жив на Ленінському проспекті, поверхом нижче Макаревича жила немолода вчителька географії. Як тільки в його квартирі лунав шум або якесь ворушіння, вона викликала міліцію. Після прем'єри фільму «Душа» у будинку Андрія зібралися одні «зірки» — відзначити. І раптом в три години ночі дзвінок. Відкривати пішов Михайло Боярський. Просто сторопів, побачивши міліцейський патруль. Патруль теж був приголомшений, особливо коли в передпокій вийшли Софія Ротару, Ролан Биков та інші знаменитості. Інцидент був вичерпаний, але боротьба «гігантів» тривала. Якось Андрій зізнався мені: «Знаєш, хочеться просто піти в школу, в клас, де вона працює, і сказати: „Діти, ваша вчителька мене тероризує. Зробіть що-небудь. Але я не такий злий …“» Скінчилося все само собою. Коли Макаревича стали показувати по ТБ, писати про нього хороші статті в газетах, всі претензії сусідки кудись зникли … — Расказики о людях из «Машины времени»

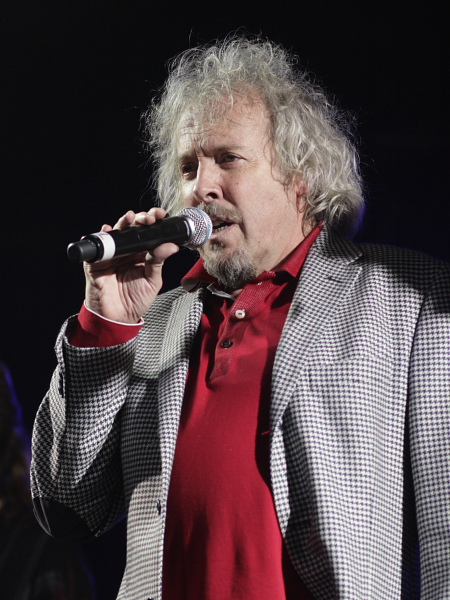
2009 рік

З 1985 року випустив кілька сольних альбомів, поєднував у своїй творчості рок-музику гурту «Машина времени» з акустичною бардівською піснею. Брав участь у записі альбомів групи «Квартал», продюсував альбом Юза Алешковського «Окурочек». Випустив кілька збірок своїх віршів і дві біографічні книги спогадів.
У 90-ті роки час від часу виступав із сольними концертами в типовій «бардівській» манері — без супроводу інших музикантів, з однією акустичною гітарою, — на яких виконував власні пісні, не призначені для гурта «Машина времени» (більшість з них видано в складі сольних альбомів). Згодом охолов до такого формату виступів.
У 2001 році організував проект «Оркестр креольського танго», що грає джаз, блюз, боса-нову, румбу, свінг і шансон. «Оркестр креольського танго» зібрав музикантів з різних колективів — з гуртів «Машина времени», «Квартал», «Папоротник», «Ігор Бойко Бенд» та деяких інших.
Зі своїм проектом «Джазові Трансформації», разом з «тріо Євгена Борця» та Ірини Роділес, Андрій Макаревич виступає в джаз-клубі «Союз Композиторів». Виступає на блюзових джем-сейшнах зі своїм старим приятелем Олексієм White Бєловим з групи «Удачное приобретение». Президент фестивалю Створення світу.
У липні 2015 року спільно з українським гуртом Гайдамаки та польським співаком Мацеєм Маленчуком записав пісню на антивоєнну тематику під назвою «Тільки любов залишить тебе живим». Слова пісні написано трьома мовами — українською, російською та польською.
2022 року переїхав до Ізраїлю, де мешкає у мошаві Керем Магараль.

## Творчість

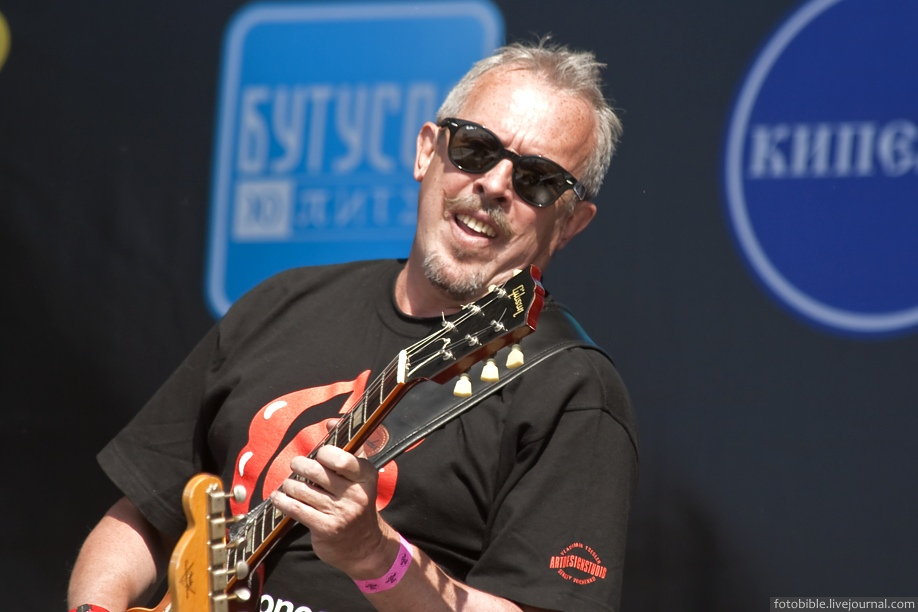
«Машина часу». Фестиваль «Рок над Волгою 2010»

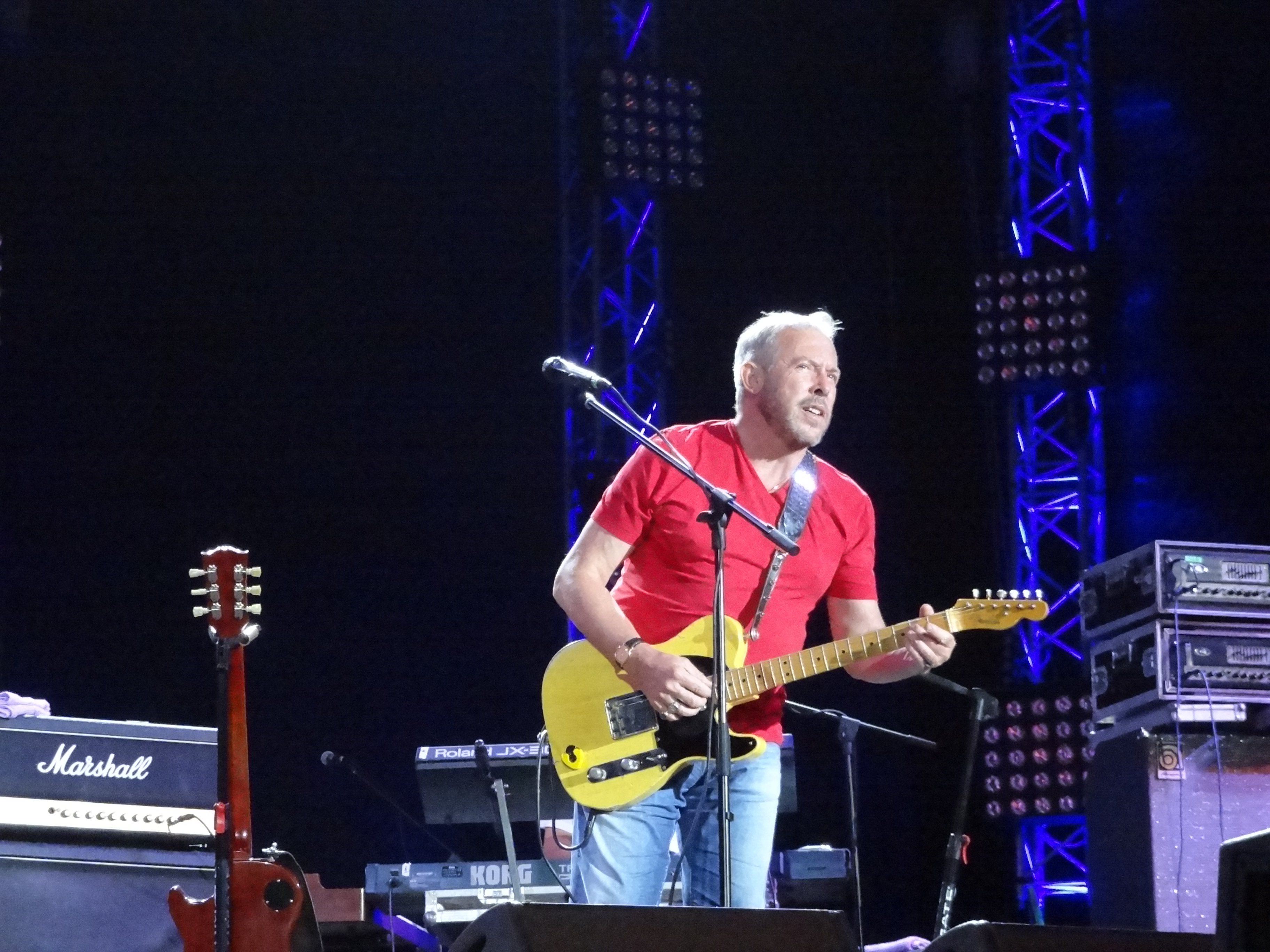
Концерт у рамках X Міжнародного інвестиційного форуму в Сочі (2011 рік).

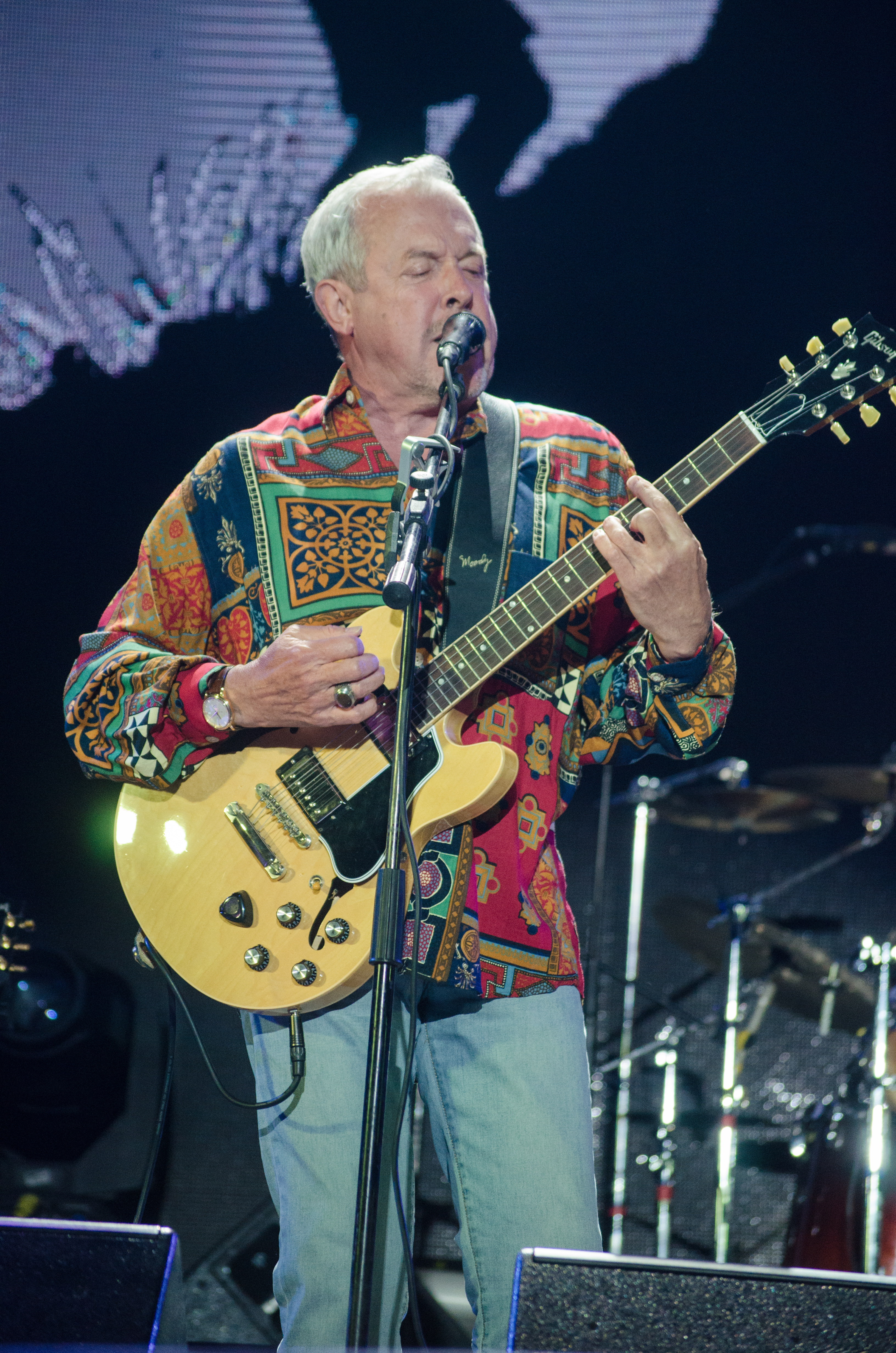
На фестивалі «Atlas Weekend 2016»

### Дискографія
- 1989 — «Пісні під гітару» (1985—1989 роки) (вініл)
- 1994 — «Біля ломбарду»
- 1994 — «Я малюю тебе»
- 1996 — «Двадцять років по тому» (концерт спільно з Борисом Гребєнщиковим)
- 1996 — «Пісні, які я люблю»
- 1996 — «Піонерські блатні пісні» (з А. Козловим)
- 1998 — «Пісні під гітару» (1985—1989 роки)
- 1998 — «Жіночий альбом» (з групою «Папоротник»)
- 1999 — «Перехрестя» (пісні з кінофільму «Перекрёсток»)
- 2000 — «Час напрокат» (з групою «Квартал»)
- 2001 — «Найкраще» (збірник)
- 2002 — «І т. д.» (з «Оркестром креольського танго»)
- 2003 — уподобань Андрія Макаревича (збірник)
- 2003 — «Тонкий шрам на улюбленій попі» (з «Оркестром креольського танго», Євгеном Маргулісом, Максимом Леонідовим, Альоною Свиридовою і Тетяною Лазаревою) — пісні Марка Фрейдкіна
- 2004 — «Від мене до тебе» (концерт з «Оркестром креольського танго»)
- 2005 — «А. Макаревич представляє пісні Геннадія Ні-Лі»
- 2005 — «А. Макаревич представляє пісні Булата Окуджави» (з «Оркестром креольського танго»)
- 2006 — «Стара машина» (з «Оркестром креольського танго»)
- 2007 — «Штандер» (з «Оркестром креольського танго») (студія «Abbey Road»)
- 2008 — «Було не з нами. Найкращі пісні» (збірка)
- 2008 — «55» (збірник)

### Музика для фільмів
- 1975 — «Афоня»
- 1983 — «Швидкість»
- 1985 — «Подвійний обгін»
- 1985 — «Мавпочки та грабіжники» (мультиплікаційний)
- 1985 — «Почни спочатку»
- 1986 — «Прорив»
- 1987 — «Бармен із «Золотого якоря»»
- 1988 — «Без мундира»
- 1989 — «Пси»
- 1989 — «Скляний лабіринт»
- 1992 — «Арифметика вбивства»
- 1992 — «Ангели в раю»
- 1995 — «Московські канікули»
- 1997 — «Шизофренія»
- 1998 — «Перехрестя»
- 2000 — «Бременські музиканти та Ко»
- 2003 — «Танцюрист»

### Книги
- 1991 — «Всё очень просто. Рассказики». Радио и связь, 224 с. ISBN 5-256-01104-9
- 1992 — «Всё очень просто» (жизнь группы 1968—1983 гг.)
- 1998 — «Смак. Встречи на кухне», М., «Эксмо-пресс», 130 с.
- 2000 — «Смак. Встречи на кухне». Издательства: Триэн, Эксмо-Пресс, 128 с. ISBN 5-7961-0032-7, ISBN 5-04-002230-1
- 2006 — «Смак. Встречи на кухне». Издательства: Эксмо-Пресс, Триэн, 128 с. ISBN 5-699-05886-9
- 1999 — «Семь тысяч городов. Стихи и песни». М., «Эксмо-пресс», 432 с.
- 2000 — «Семь тысяч городов. Стихи и песни». Триэн, Эксмо-Пресс, 432 с. ISBN 5-7961-0043-2, ISBN 5-04-003999-9
- 2001 — «Сольное творчество. Андрей Макаревич. Песни под гитару». Бешеный Конь, 40 с.
- 2001 — «Сам овца». Автобиографическая проза. Захаров, 270 с. ISBN 5-8159-0218-7
- 2005 — «Сам овца». Автобиографическая проза. Захаров, 272 с. ISBN 5-8159-0599-2, ISBN 978-5-8159-0669-3
- 2008 — «Сам овца». Автобиографическая проза. Захаров, 304 с. ISBN 978-5-8159-0729-4, Серия: Биографии и мемуары
- 2010 — «Сам овца». Авторский сборник. Эксмо, 384 с. ISBN 978-5-699-43895-2
- 2003 — «Андрей Макаревич. Песни и стихи», М., «Захаров», 334 с.
- 2004 — «Лучшие песни. Тексты и аккорды». Харвест, 48 с. ISBN 985-13-2102-8
- 2004 — «Место где свет». Авторский сборник. Эксмо, 416 с. ISBN 5-699-08190-9, ISBN 5-699-09518-7
- 2005 — «Место где свет». Авторский сборник. Эксмо, 480 с. ISBN 5-699-08190-9, ISBN 5-699-09518-7
- 2005 — «Rock коллекция». Нота-Р, 76 с. ISBN 5-98581-012-7
- 2006 — «Занимательная наркология». Махаон, 160 с. ISBN 5-18-000859-X
- 2008 — «Мужская кулинария: разговоры о еде и не только», М., «Эксмо-пресс»
- 2010 — «Вначале был звук». Авторский сборник. Эксмо, 256 с. ISBN 978-5-699-40983-9
- 2010 — «То что люди поют по дороге домой». Авторский сборник. Эксмо, 512 с. ISBN 978-5-699-45259-0
- 2011 — «Наше вкусное кино». КоЛибри, Азбука-Аттикус, 208 с. ISBN 978-5-389-01897-6
- 2011 — «Евино яблоко». Эксмо. ISBN 978-5-699-50853-2
- 2012 — «Вся проза Андрея Макаревича». Эксмо. ISBN 978-5-699-53789-1
- 2013 — «Живые истории». Эксмо. ISBN 978-5-699-65334-8
- 2013 — «Неволшебные Сказки» (художник Владимир Цеслер). РИПОЛ Классик. ISBN 978-5-386-06631-4
- 2013 — «МАШИНА ВРЕМЕНИ в словах и образах». Эксмо. ISBN 978-5-699-66045-2
- 2013 — «Все ещё сам овца». Эксмо. ISBN 978-5-699-66613-3
- 2013 — «Неволшебные сказки». М.: РИПОЛ классик. SBN 978-5-386-06631-4
- 2016 — «Я змея». — М. : Альпина Паблишер, 2016. — 32 с. — (AnimalBooks. Занимательная зоология) — ISBN 978-5961455618.
- 2017 — «Стихи. Графика. Песни.» Corpus, 144 с. ISBN 978-5-17-983138-9

## Політичні погляди

### Громадянська позиція щодо України

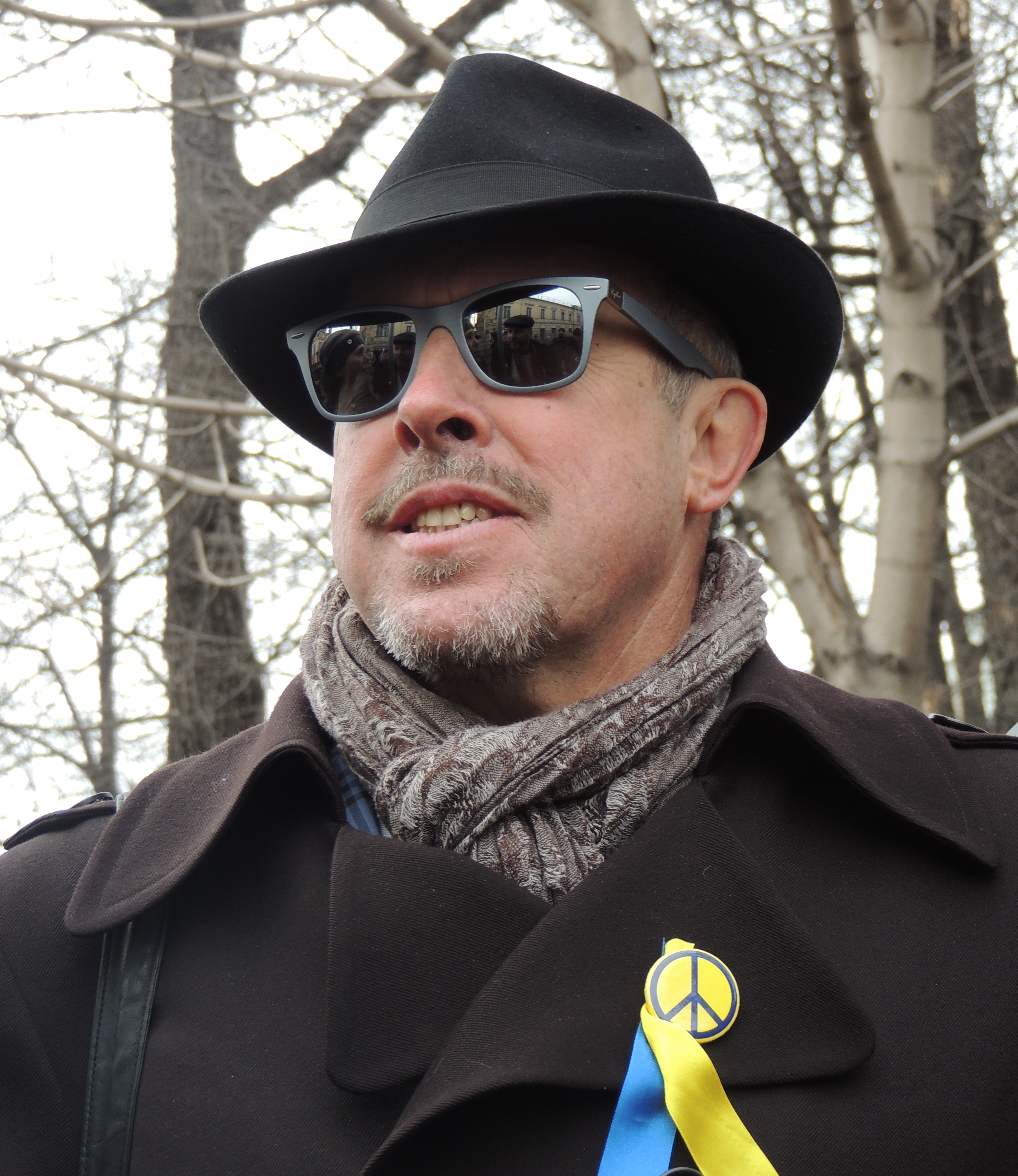
На Марші миру в Москві 15 березня 2014

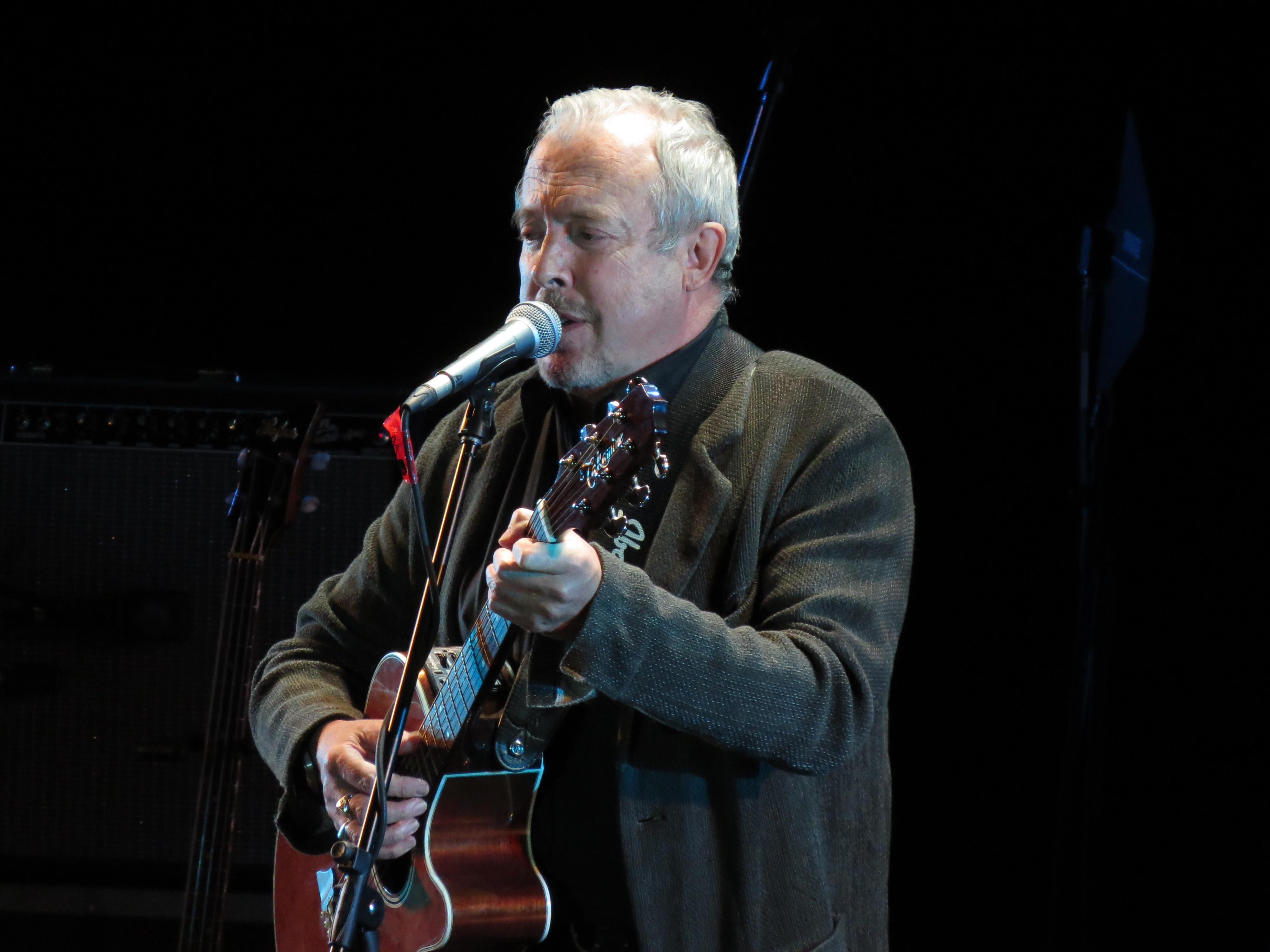
Під час виступу на концерті у підтримку політв'язнів «РокУзнік», 2013 рік

Від самого початку Євромайдану виступав на його підтримку. Критично висловлювався щодо висвітлення подій на Євромайдані в російських засобах масової інформації. Після втечі Януковича музикант назвав приховування того на території Росії ганьбою перед всім світом, зазначивши Чесна людина не буде переховувати злочинця і злодія. А злодій — буде.
Виступав проти анексії Криму Росією та заявляв що вважає «територію [Криму] окупованою», хоча у своїх публічних заявах він також часто повторював фейки російської пропаганди про «мовне питання» як одну з причин виникнення конфлікту в Криму та на Донбасі. Зокрема у 2014 році в ефірі російського телеканалу «Дождь» Макаревич повторив поширену дезу російської пропаганди, що Росія анексувала Крим та вторглася на схід України аби допомогти російськомовним громадянам заявивши «українці наробили шороху з „мовним питанням“». В цьому ж інтерв'ю Макаревич все ж заявив, що, незважаючи на те, що Україна «наробила шороху з „мовним питанням“», та все ж українці «не заслуговують на повторення кровопролиття», та назвав розмови про повернення Криму до складу Росії провокаціями.
15 березня 2014 року брав участь в Марші миру в м. Москві проти можливої війни України з Росією. Під час цієї акції Макаревич у провулку наткнувся на прибічників скандального російського політолога Сергія Кургіняна, яких обурила жовто-блакитна стрічка у музиканта. Вони відреагували на цей символ лайкою: «Андрюха! Жид! Бандері продався!». Після цього Андрій Макаревич написав у Facebook про росіян боюся, що цей народ вже не врятувати..
12 серпня 2014 року Макаревич зустрівся з мешканцями звільненого Слов'янська та дав благодійний концерт у Святогірську, за що деякі активісти хотіли визнати його персоною нон ґрата у Росії та позбавити всіх нагород, створивши відповідну петицію на сайті «Change.org».
6 липня 2018 року Макаревич брав участь у концерті на підтримку ув'язненого у Росії українського режисера Олега Сенцова.
21 лютого 2022 року, підписав відкритий колективний лист російського Конгресу інтелігенції «Паліям війни: ви будете прокляті!», в якому йдеться про історичну відповідальність влади РФ за розпалювання «великої війни з Україною». 
27 січня 2025 артист заявив, що не хоче допомогати ЗСУ, щоб їх ракета не прилетіла у Москву і не вбила його сина.

### Цькування в Росії у відповідь на позицію в «українському питанні»
Внаслідок позиції Макаревича в «українському питанні» на початку 2014 року в Інтернеті розгорнули інформаційне цькування музиканта, був організований збір підписів за позбавлення його всіх державних нагород. У відповідь на це Алла Пугачова, Леонід Ярмольник, політик Михайло Прохоров, письменниця Людмила Улицька, правозахисник Лев Пономарьов, телеведучий Олександр Любимов та ряд інших виступили на захист Андрія Макаревича з листом на ім'я президента РФ Володимира Путіна, прем'єра Дмитра Медведєва, генерального директора «Первого канала» Костянтина Ернста, Держдуми і Ради федерацій.

## Державні нагороди
- Орден «За заслуги перед Вітчизною» IV ст. (9 грудня 2003) — за великий внесок у розвиток музичного мистецтва[24]
- Орден Пошани (24 червня 1999) — за заслуги у розвитку музичного мистецтва[25] (нагороджений разом з іншими музикантами групи)
- Медаль «Захиснику вільної Росії» (2 лютого 1993) — за виконання громадянського обов'язку при захисті демократії та конституційного ладу 19 — 21 серпня 1991 року[26]
- Народний артист Російської Федерації (22 листопада 1999) — за великі заслуги в галузі мистецтва[27]
- Заслужений артист РРФСР (1991)

## Цікаві факти
- Чак Норріс за власним зізнанням приготував першу страву у своєму житті разом з Андрієм Макаревичем у його телепередачі «Смак»[28].
- Двічі зустрічався в інтелектуальних телеіграх з відомим гравцем Анатолієм Вассерманом і обидва рази його переміг[29][30].

## Приватне життя

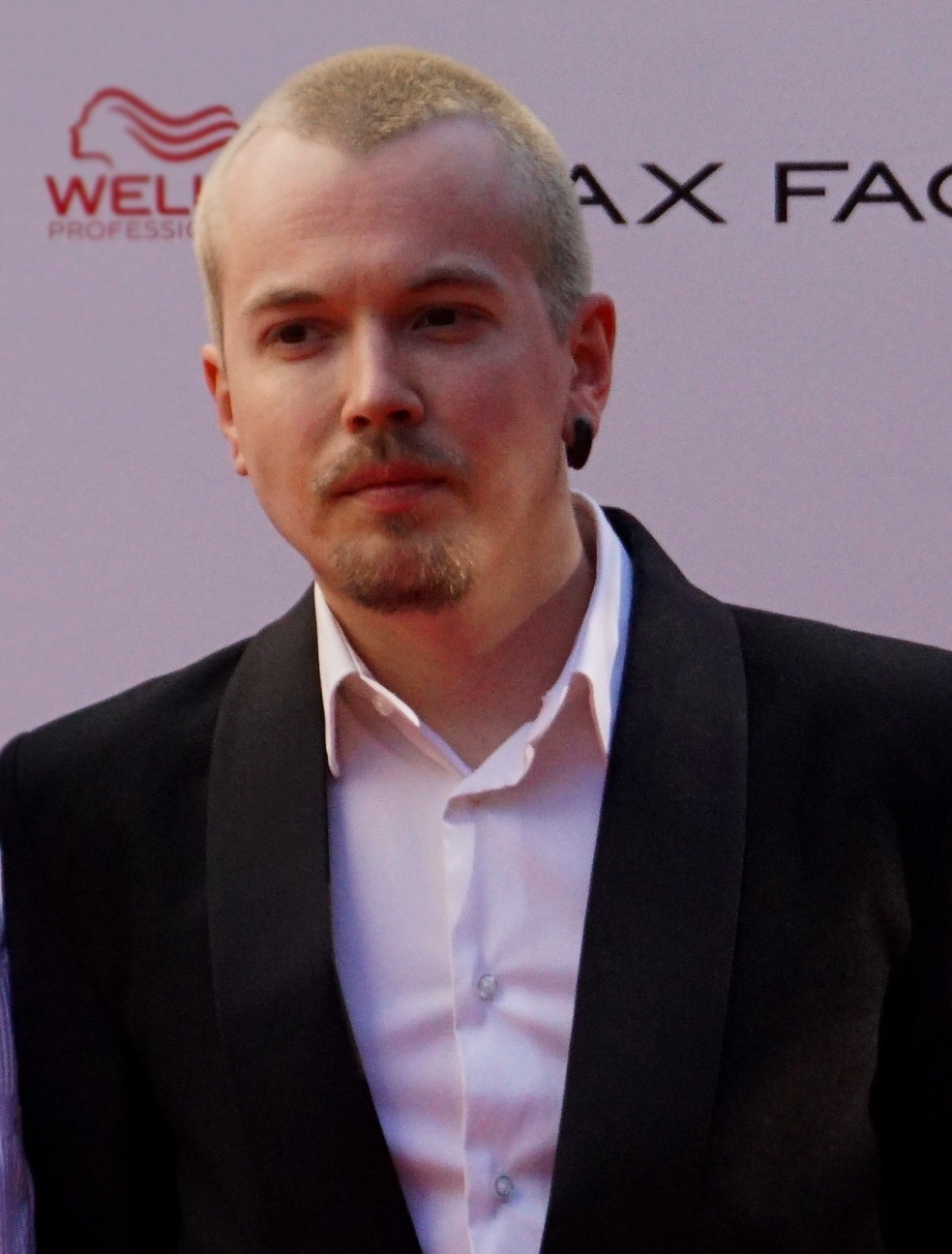
Син Іван Макаревич

### Дружини
- Перша дружина — Олена Ігорівна Макаревич (Фесуненко), дочка відомого радянського політоглядача Ігоря Фесуненка (писав книги про бразильський футбол і допомагав «Машині»), була студенткою Історико-архівного інституту, шлюб розпався через три роки (1976—1979)[31].
- Друга дружина — Алла Михайлівна Макаревич (д. Голубкіна[32]) (1960)[33] (колишня дружина Олексія Романова[ru], лікар-косметолог (жовтень 1986 року — 1989)[31]), в 1987 році народився їхній син Іван, потім подружжя розлучилося.
- У середині 1990-х ЗМІ писали про роман і можливий шлюб Андрія з ведучою радіостанції «Європа-плюс» Ксенією Стриж. Пізніше в інтерв'ю вона називала чутки «сильно перебільшеними», хоча підтвердила, що в 1991—1995 роках вони дійсно були близькі[31][34].
- Два роки (1998—2000) Макаревич прожив у цивільному шлюбі з журналісткою і прес-аташе гурту «Машина времени» Ганною В'ячеславівною Рождественською (нар. 1974), яка в 2000 році народила доньку Аню.
- Третя дружина — Наталія Голуб (нар. 1969), гример, стиліст, фотохудожник. Одружилися 31 грудня 2003[35].
- Четверта дружина — Ейнат Кляйн (нар. 31 травня 1984 року у Києві), журналістка, фотограф і гід. У шлюбі з грудня 2019 року[36].

### Діти
У Андрія Макаревича четверо дітей:
- Дана (нар. 1975) — позашлюбна дочка; проживає в місті Філадельфія, підтримує стосунки з батьком, юрист, одружена з російським бізнесменом[37][38].
- Іван Макаревич (нар. 30 червня 1987) — російський актор.
- Ганна Макаревич[32] (нар. 29 вересня 2000)[39].
- Ейтан Макаревич (нар. 30 березня 2022)[40].